# I Bodymo
i Bodymo（アイボディモ）はNTTドコモが提供する、携帯電話を使った、健康サービスiモードコンテンツである。

## 概要
i Bodymoは携帯電話で、自分の健康を管理するツールとして提供されている。GPSや歩数計、地図アプリ、加速度センサーといった、携帯電話に内蔵されている機能を組み合わせた運動用のコンテンツと、カレンダーと組みあわせた食事管理のプログラムなどから構成されている。利用料金は月額157.5円であるが、最初の30日は無料で提供される。

## 機能
- 歩数カウント - 歩数計対応の機種を持って歩くだけで歩数をカウントし、コンテンツ上に記録する。歩数系の内蔵されていない機種を使った場合は、GPSを使ってカウントする。
- ペース通知 - 走っているときに、自分のペースを通知してくれる。
- 地図連動 - ジョギングのコースを地図上に表示。またルートだけでなく標高データやラップタイムも表示する。
- 加速度センサー連動 - 携帯電話をもって画面や音声の指示に従い運動を行うことで柔軟性や敏捷性などを測定して、消費カロリーや得点などを表示し、記録する。
- 食事チェック -食事メニューを検索し登録することで、食事のカロリーを記録する。また直近7日のメニューから、現在最適なメニューをアドバイスしてくれる。
- 旅ゲーム - 歩いた距離によって日本を旅するアプリやスゴロクアプリなどが連携している。
- i Bodymoで発見!! たまごっち - 太ってしまったたまごっちを運動をすることでもとの姿に戻していくゲーム
- ランキング表示機能 - 自分がいま全国のどの位置にいるのかが確認できる。

## メダル
歩いた歩数だけ「メダル」がたまり、たまったメダルをゲームや、デコメ絵文字、また下記のとおりドコモポイントと交換し、携帯電話の購入代金やその他景品などと交換することができる。

### ドコモポイントとの交換
2011年6月1日より、i Bodymoの歩数やウォーキングでためたメダルをドコモポイントに代えられるサービスが開始された。
ポイント交換率は
| ドコモポイント    | i Bodymoメダル数 |
| ----------------- | ---------------- |
| 5ドコモポイント   | 250メダル        |
| 10ドコモポイント  | 500メダル        |
| 30ドコモポイント  | 1500メダル       |
| 50ドコモポイント  | 2200メダル       |
| 100ドコモポイント | 4200メダル       |

## 対応機種
GPSが標準搭載になった903iシリーズより対応機種がある。歩数計機能がある機種では歩数計機能に対応。搭載されているセンサーによっては体力チェックにも対応している。一部の機種ではウォーキング及びジョギング時の地図には不対応になっている。また、2010年冬モデル以降では同時に音楽再生できる機種もある。GPSを使うために、700iシリーズの対応は無い。
詳細は対応機種一覧を参照